# Marine Raiders
I Marine Raiders sono forze per operazioni speciali originariamente istituite dall'United States Marine Corps  durante il periodo della seconda guerra mondiale per condurre assalti di fanteria leggera anfibia, e ripristinate nel 2006.

## Storia
Creati nel 1942 sul modello dei British Commandos, furono la prima unità di forze speciali statunitensi. I Raiders erano intesi come un'unità scelta incaricata delle missioni più rischiose, quali incursioni, colpi di mano e ricognizioni anfibie. 
Impiegati operativamente nel teatro bellico del Pacifico, i due battaglioni di Marine Raiders parteciparono a numerose azioni nel corso della campagna di Guadalcanal, della campagna della Nuova Georgia e della campagna di Bougainville; le unità furono poi sciolte nel 1944 e riassorbite nei restanti reggimenti di marines.
Le tradizioni e l'eredità dei Marine Raiders sono stati rispristinati dal Marine Corps Forces Special Operations Command (MARSOC).
Il MARSOC è stato attivato nel febbraio 2006 presso la Marine Corps Base Camp Lejeune, Carolina del Nord, ma la piena capacità operativa è stata raggiunta nell'ottobre 2008. Il reggimento di Marine Raiders è stato creato con il contemporaneo scioglimento del 1º e 2º battaglione di ricognizione dei Marine Corps Special Operations Command "Detachment One".

## Organizzazione
La struttura odierna è la seguente:

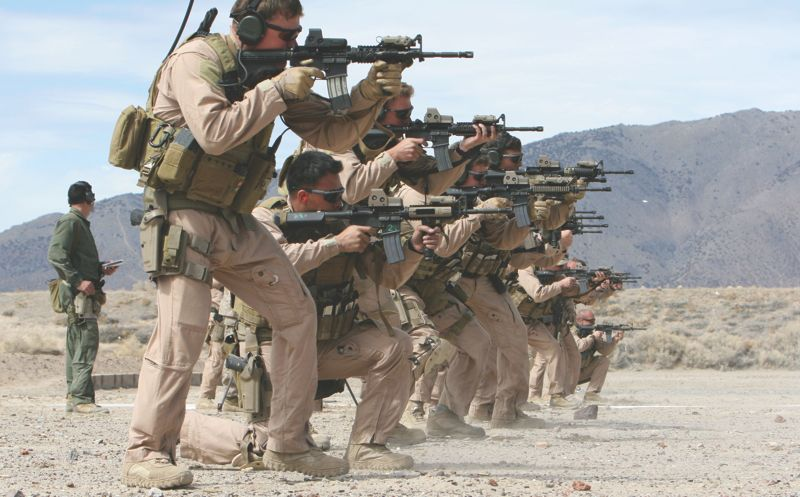
Marine Raiders in addestramento nel 2010

- Marine Corps Forces Special Operations Command
  - Marine Raider Regiment (MRR), reggimento operazioni speciali dei Marine[3].
    - Compagnia comando
    - 1º Marine Special Operations Battalion
    - 2º Marine Special Operations Battalion
    - 3º Marine Special Operations Battalion

  - Marine Raider Support Group (MRSG). Unità di supporto al MARSOC.
  - Marine Raider Training Center (MRTC). Ha il compito di addestrare il personale inquadrato nel MARSOC.